# Podolepis kendallii
Podolepis kendallii là một loài thực vật có hoa trong họ Cúc. Loài này được (F.Muell.) F.Muell. miêu tả khoa học đầu tiên năm 1883.